# (25080) 1998 QX103
A (25080) 1998 QX103 a Naprendszer kisbolygóövében található aszteroida. Eric Walter Elst fedezte fel 1998. augusztus 26-án.